# Guitare ténor

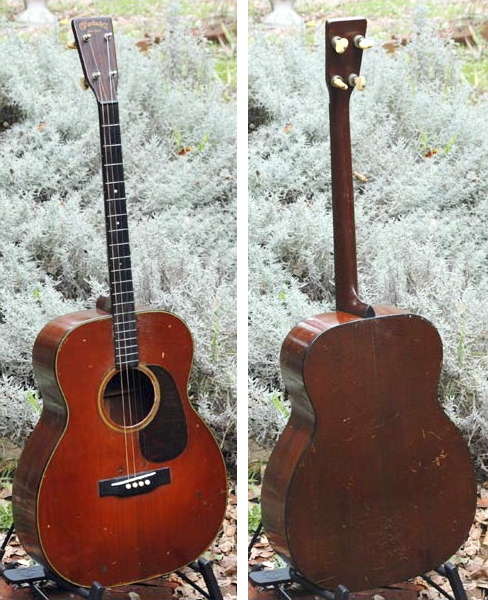
Guitare ténor Sunburst, modèle 0-18, fabriquée par Martin, Pennsylvanie, États-Unis, année 1932.

La guitare ténor est une version plus petite à quatre cordes des guitares acoustiques ou électriques. L'instrument (dans sa forme acoustique) a été développé afin que les joueurs de banjo ténor (à quatre cordes) ou de mandoline (à huit cordes) puissent disposer d'un instrument avec une meilleure résonance et une plus grande projection sonore sans avoir à changer leur technique de jeu. Plus tard, des modèles électriques avec un corps plein (solid-body) ont aussi été fabriqués.

## Structure
Les guitares ténors sont des instruments de musique à quatre cordes en forme de guitare, parfois le corps est en forme de poire comme un luth, ou encore plus rarement avec un corps rond comme un banjo (comme le modèle fabriqué par la firme américaine Paramount en 1920 sous le nom de "tenor harp"). Elles peuvent être acoustiques et/ou électriques, et peuvent exister avec une table d'harmonie plate ou de type "archtop", une caisse de résonance ou un corps plein. Ces modèles peuvent aussi exister avec un résonateur. Quelques rares modèles acoustiques, parfois œuvres de luthiers artisanaux, présentent des formes dérivées de mandolines napolitaines (comme le Gibson Tenor Lute de 1924) ou florentine. Les guitares ténors ont habituellement une longueur du sillet de tête au chevalet (diapason) de 58,42 cm (23").

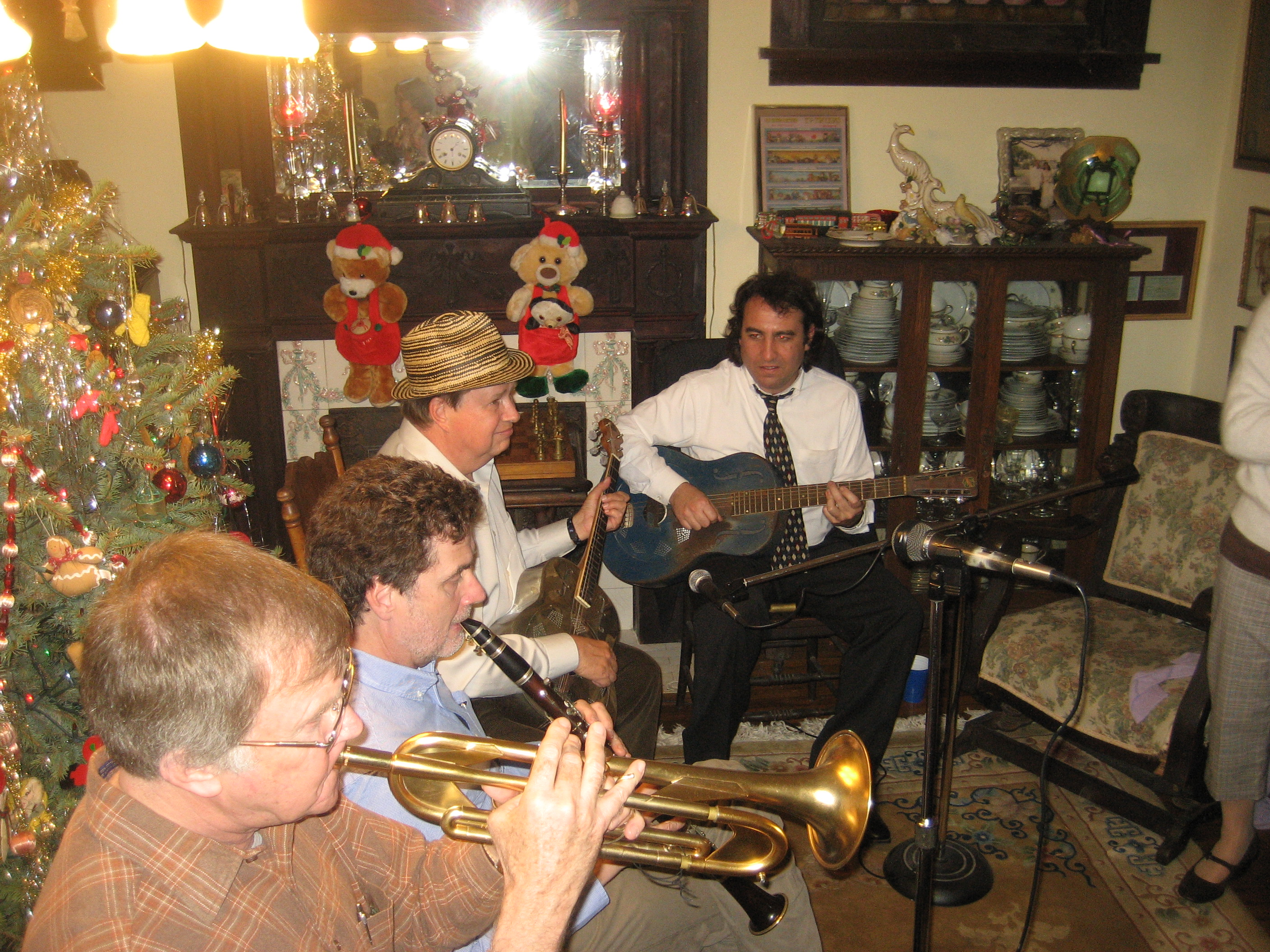
Jazz Band à La Nouvelle Orléans, fête du nouvel an 2009. Le Clive Wilson Quartet avec: Clive Wilson à la trompette; Tommy Sancton, clarinette; Lars Edegran (porte un chapeau), guitare ténor; Seva Venet (au fond), guitare à six cordes.

## Histoire et développement
Il est difficile de dater précisément l'apparition de la guitare ténor. Même si des instruments artisanaux ont pu préexister (on connait un exemple de guitare à quatre cordes fabriquée à Vienne en 1850 dont la tête semble inspirée du violon), sa diffusion coïncide vraisemblablement avec l'essor du jazz au début du XXe siècle, style musical dans lequel les possibilités des mandolines et banjos étaient très limitées. Tous les grands luthiers, comme Gibson, Epiphone, Martin, Gretsch, Guild et National, ont fabriqué des guitares ténor. Des fabricants comme Gibson proposaient même la version ténor de leurs guitares à six cordes sans supplément de prix par rapport à la guitare de base. Gibson avait aussi une gamme de guitare ténor vendue sous sa marque "discount" Kalamazoo. 
Avant la seconde guerre mondiale, des guitares "à quatre cordes" avec des accordages alto ou tenor sont présentes dans le catalogue de vente par correspondance de la maison française Paul Beuscher. Ces instruments sont alors associées en Europe aux "estudiantinas" et aux "orchestres à plectre", deux genres de formations musicales populaires mélangeant guitares et mandolines. Après guerre, des guitares ténors à bas prix proposées par des fabricants comme Harmony, Regal et Stella, furent produites en grandes quantités dans les années 1950 et 1960 et sont encore largement répandues, notamment en Allemagne. Les guitares ténor furent fabriquées sans interruption par Gibson et Martin depuis les années 1920 jusqu'aux années 1970.

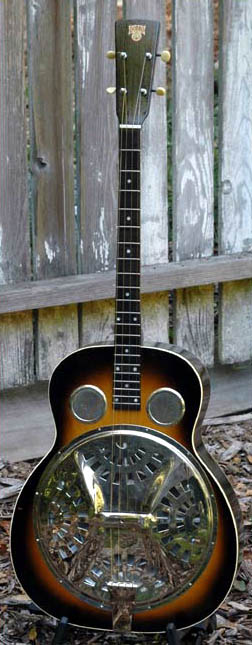
Guitare ténor à résonateur, marque Dobro, (Gibson Guitar), "Style Model 37", année 1934.

Toujours utilisées dans la musique populaire anglo-saxonne, principalement irlandaise et country, la guitare ténor est remise au goût du jour au XXIe siècle notamment par le musicien Warren Ellis. Des guitares tenor électriques et électro-acoustiques sont régulièrement produites par la marque Eastwood Guitars. D'autres marques produisent plus ponctuellement des modèles acoustiques (Ibanez modèle AVT1 ou Kala modèle KA-GTR par exemple), à résonateur (Republic Highway 49) ou électriques (Fender modèle Alternate Reality Tenor Tele).
La guitare ténor sous le nom de violão tenor a acquis un sens et une application qui sont devenus typiques de la musique populaire brésilienne des années 1930 , faisant partie de l'harmonisation des ensembles vocaux et, plus tard, devenant un instrument cible pour les solistes virtuoses du genre choro. Conçu et popularisé par le musicien Garoto (1915-1955), l'instrument développé au Brésil par le luthier Angelo Del Vecchio (en) était également une adaptation du banjo, équipé d'une membrane en aluminium dans la caisse de résonance, un système  "dynamique", inspiré du Dobro nord-américain.
Le musicien José Menezes était lié au développement de l'instrument, tandis que d'autres, tels que Pedro Amorim, Henrique Cazes et Renato Anesi ont tenté de raviver la popularité de la guitare ténor dans ces dernières années.
Álvaro Brochado Hilsdorf était un autre musicien brésilien spécialisé dans la guitare ténor, ayant enregistré six albums dédiés à cet instrument, avec ses propres compositions et réenregistrements de chansons de l'univers du chorinho et de la valse.

## Accord
Les guitares ténor sont habituellement accordées à la quinte. La distinction qui se faisait autrefois entre une guitare alto, accordée CGDA comme la mandole ou l'alto, et une guitare ténor accordée GDAE comme la mandoline ou le violon, a disparu.
Les usages actuels les plus répandus attribuent à l'accordage CGDA le qualificatif de "normal", de "standard" ou de "tenor", l'accordage GDAE étant pour sa part qualifié d'accordage "irlandais" ou "en mandoline d'octave". D'autres accordages sont possibles, comme l'accord "guitare" ou "Chicago" (DGBE) et plusieurs accords ouverts (GDAD par exemple) pour le jeu en slide.
L'accordage en quinte, CGDA ou GDAE, est très ouvert et donne à l'instrument une sonorité originale aussi bien pour les accords ouverts que pour les accords fermés. Cet accordage permet également de réaliser et d'enchaîner facilement des accords. L'instrument est aussi bien adapté au jeu rythmique qu'aux solos.

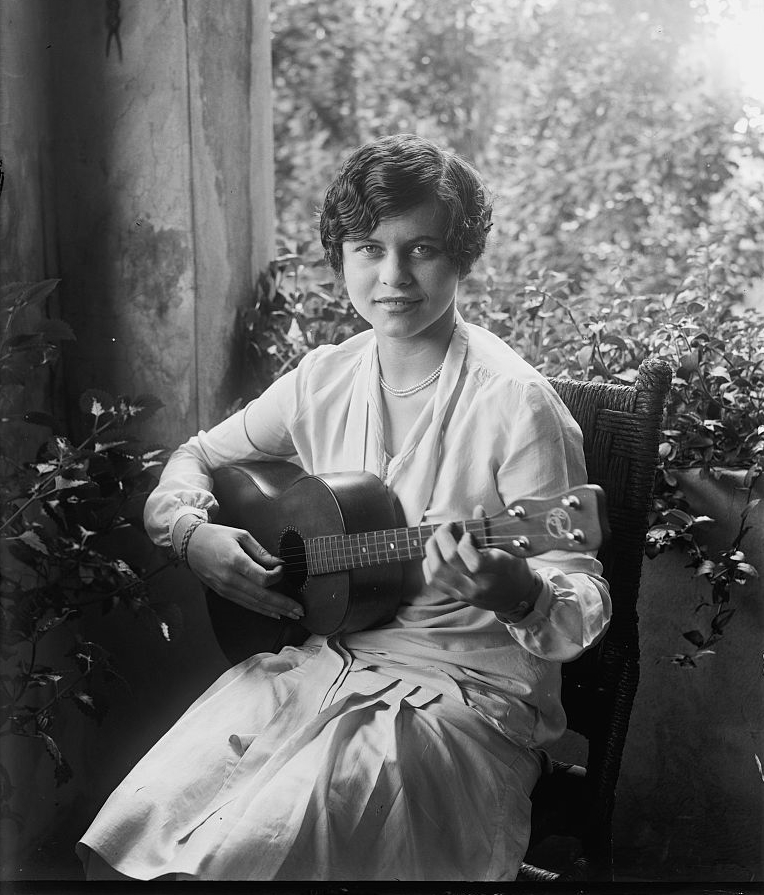
L'actrice américaine (1908-1985), jouant de la guitare ténor. Photo prise le 9 septembre 1926

## La guitare ténor au cinéma
Dans le film 20 000 lieues sous les mers (1954), l'acteur américain Kirk Douglas s'accompagne d'une guitare ténor pour interpréter la chanson A Whale of a Tale.
On trouve un autre exemple de guitare ténor, jouée par l'acteur américano-argentin Fernando Lamas, dans le film Le Monde perdu (film, 1960) (1960).

## Instruments apparentés

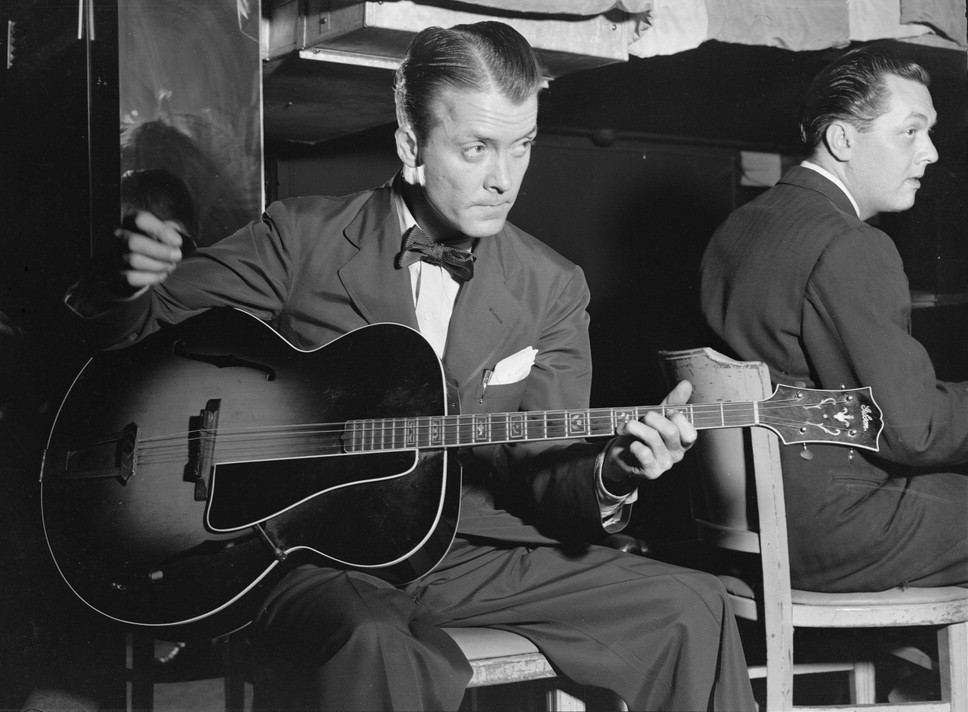
Eddie Bondon, l'un des joueurs les plus connus de plectrum guitar, en octobre 1946.

La plectrum guitar est un instrument à quatre cordes proche de la guitare ténor avec un diapason de 66 à 68,5 cm (26 à 27 ") et un accord habituellement basé sur le banjo, CGBD ou DGBD. Les plectrum guitars sont aussi très adaptées à l'accord guitare DGBE (correspondant aux quatre cordes les plus aigües de la guitare - EADGBE) à cause de leur longueur sillet de tête/chevalet importante, mais sont moins adaptées à l'accord CDGA à cause de la corde A très aigüe. Les plectrum guitars ne furent pas produites en aussi grand nombre que les guitares ténor, et sont aujourd'hui plus rares.
Les plectrum guitars jouaient le même rôle pour les joueurs de banjo que les guitares ténor, mais étaient beaucoup moins répandues. Un des joueurs les plus connus de plectrum guitare durant le Jazz Age (1918-1929) était Eddie Bondon, qui débuta au banjo dans les années 1920 puis changea pour une plectrum guitar Gibson L7 dans les années 1930 qu'il conserva durant toute sa carrière jusque dans les années 1960.